# Ren Woods
Pour les articles homonymes, voir Woods.
Ren Woods est une actrice américaine née le 1er janvier 1958 à Portland, Oregon (États-Unis).

## Filmographie
- 1976 : Sparkle (en) de Sam O'Steen : Jim Dandy singer
- 1976 : Car Wash de Michael Schultz : Loretta
- 1977 : Racines ("Roots") (feuilleton TV) : Fanta
- 1977 : We've Got Each Other (série TV) : Donna
- 1978 : Youngblood : Sybil
- 1979 : Hair de Miloš Forman : soliste interprétant 'Aquarius'
- 1979 : Un vrai schnock (The Jerk) : Elvira Jonson
- 1980 : Xanadu : Jo
- 1980 : Comment se débarrasser de son patron (Nine to Five) : Barbara
- 1982 : Penitentiary 2 : Nikki
- 1984 : The Brother from Another Planet : Bernice
- 1985 : Beer : Mary Morrison
- 1986 : Jumpin' Jack Flash : Jackie, 1st National Bank
- 1987 : Reconnue coupable (Convicted: A Mother's Story) (TV) : Rayleen
- 1987 : La Belle et la bête ("Beauty and the Beast") (série TV) : Edie (unknown episodes, 1987-1988)
- 1989 : Judgment : Hollie Glass
- 1989 : From Hollywood to Deadwood : Christina
- 1996 : Crazy World : Wilma
- 1996 : Marshal Law (TV) : Centaur Operator
- 1997 : Detention: The Siege at Johnson High (TV) : Mrs. McGill